# 22249 Dvorets Pionerov
22249 Dvorets Pionerov eller 1972 RF2 är en asteroid i huvudbältet som upptäcktes den 11 september 1972 av den rysk-sovjetiske astronomen Nikolaj Tjernych vid Krims astrofysiska observatorium på Krim. Den har fått sitt namn efter Dvorets Pionerov.
Asteroiden har en diameter på ungefär 5 kilometer.